# Sea shell
(Mauro Ottolini)
Sea Shell Musica per conchiglie è un album realizzato senza usare strumenti musicali fatta di suoni ottenuti esclusivamente da conchiglie mescolati a suoni ancestrali, come voce e percussioni e della natura come il canto del mare, e delle cicale, il vento, voci di balene, le pietre sonore, barattoli, bicchieri di plastica, giocattoli sonori e strumenti aborigeni. La confezione del disco è completamente ecosostenibile con certificazione Forest Stewardship Council C102603 e stampato con inchiostri bio a base vegetale.
Mauro Ottolini dopo aver per anni collezionato e modificato conchiglie provenienti da tutti i mari del mondo, adattandole alle sue esigenze attraverso una particolare tecnica facendo emergere le diverse peculiarità timbriche che variano a seconda delle caratteristiche morfologiche, registra un album che rivoluziona la Musica per conchiglie.  A suonare sembra un'intera orchestra di conchiglie con la tecnica della sovrapposizione delle registrazioni. Questo album ha ricevuto il supporto di Greenpeace, Legambiente e Umbria Jazz.

## I brani

### Coral Dirge
Corale di conchiglie a 6 voci. È una rivisitazione (con due voci nuove aggiunte da Ottolini) del brano corale Abide With Me di Thelonious Monk che a sua volta è una semplificazione del tradizionale inno cristiano composto da Henry Francis Lyte nel 1847.

### Voi siete qui
Brano composto da Ottolini come sigla della trasmissione di Rai Radio 24 dedicata ai racconti degli ascoltatori che scrivevano in redazione. Con questo brano, Ottolini denuncia che il nostro pianeta ci sta chiedendo aiuto e chiede la collaborazione di tutti per migliorarne la salute.

### La Madonna delle conchiglie
Brano composto e cantato da Vinicio Capossela. È stato registrato precedentemente nel disco di Capossela Marinai Profeti e Balene. In quell'occasione Vinicio chiese a Ottolini di suonare le conchiglie nel suo brano e così Ottolini partecipò al disco e al conseguente tour. In questo caso il brano è suonato solamente con conchiglie e qualche percussione in un nuovo arrangiamento di Ottolini.

### Plastic Island
Con Vincenzo Vasi alla voce. Questo brano ci racconta di un’isola di plastica dove i paguri vanno a fare surf.

### Bainzu
Corale voce e conchiglie con Gavino Murgia alla voce. Scritto da Ottolini per voce e due conchiglie. Bainzu in sardo vuol dire Gavino. Un brano dedicato ad un uomo di mare come Murgia.

### La Reina de las conchas
Con Vanessa Tagliabue Yorke alla voce. Questo è il brano colonna sonora del cartone che Ottolini ha prodotto con il medesimo titolo. Racconta la storia del paguro Hermit in cerca una nuova conchiglia e con l’aiuto della regina delle conchiglie scendono negli abissi marini, ma incontrano solo immondizia e detriti. Il paguro Hermit è costretto a vivere in un tappo di plastica rosso, che si può ritrovare sulla copertina dell'album Sea Shell - Musica per conchiglie.

### Hermit Crab
Canzone del paguro Hermit.

### Black Tide
Marea nera.

### Prelude Palude
Le sonorità di questo brano ricordano una palude inquinata, buia, amaro futuro al quale i mari e gli oceani stanno andando incontro.

### Deep Water Horizon
Questo brano sfrutta tutti gli effetti sonori delle conchiglie mixate da Vincenzo Vasi che suona giocattoli e rumori per conferire al brano una sonorità tecno elettronica. Un racconto in musica del tragico episodio del disastro ambientale della piattaforma petrolifera semi sommergibile Deepwater Horizon nel golfo del Messico.

### Nomadi Rabdomanti
Quando il mare, gli oceani, i laghi e le sorgenti ormai saranno totalmente inquinati l’uomo sarà costretto per sopravvivere a diventare un nomade per trovare qualche falda d’acqua ancora potabile.

### Gurundgi Gadu
Con il predicatore-musicista aborigeno Rhys Waite. Gurundgi significa sacerdote e Gadu oceano. Il predicatore musicista Waite partecipa al disco per recitare una cerimonia, un mantra per il mare.

### What can I do for Mother Heart
Questo brano è stato registrato con un coro multietnico di voci bianche, chiamato le "Zucchine" diretto da Vanessa Tagliabue Yorke. Cosa posso fare per la Madre Terra? A questa domanda, slogan di Greenpeace, le bambine del coro rispondono componendo una parte del testo e cantando i loro pensieri e propositi nei confronti del pianeta.

## Tracce
1. Coral Dige (Mauro Ottolini)
2. Voi siete qui (Ottolini)
3. La Madonna delle Conchiglie (Vinicio Capossela)
4. Plastic Island (Ottolini)
5. Bainzu (Ottolini)
6. La Reina de las conchas (Ottolini, Tagliabue)
7. Hermit Crab (Ottolini, Balzanelli)
8. Black Tide (Ottolini, Balzanelli)
9. Prelude Palude (Ottolini)
10. Deep Water Horizon (Ottolini, Balzanelli)
11. Nomadi Rabdomanti (Ottolini, Balzanelli)
12. Gurundgi Gadu (Ottolini, Stefanoni)
13. What can I do for Mother Heart (Ottolini, Tagliabue)

## Formazione
- Mauro Ottolini, conchiglie, looper, strumenti artigianali fatti con le zucche, fischietti di Matera
- Vincenzo Vasi, giocattoli, flauto conchiglia a naso, theremin, voce, looper, barattoli di plastica e materiale riciclato
- Maurilio Balzanelli, percussioni, hangdrum, percussioni ad acqua, conchiglie acchiappasogni
- Vinicio Capossela – voce nel brano Madonna delle conchiglie
- Gavino Murgia - voce in Baizu
- Vanessa Tagliabue Yorke - voce in La reina de las conchas
- Rhys Waite - voce in Gurundgi Gadu
- Stefano Stefanoni in Gurundgi Gadu

## Concerti
- 01 luglio 2018, Trieste, Castello di San Giusto, Trieste Love Jazz
- 23 giugno 2019, Mola di Bari, Porto, Locomotive Jazz Festival
- 06 luglio 2019, Sanremo, Brenzone sul Garda, 3° Brenzone Music Festival
- 20 luglio 2019, Perugia, Galleria Nazionale dell'Umbria, Umbria Jazz
- 19 ottobre 2019, Cupra Marittima, Museo Malacologico Piceno
- 06 novembre 2019, Milano, Teatro della triennale, JazzMi